# Stigmella belfrageella
Stigmella belfrageella là một loài bướm đêm thuộc họ Nepticulidae. Nó được tìm thấy ở Texas.
Sải cánh dài 6.25-6.5 mm. Con trưởng thành bay in tháng 4.